# Okręg wyborczy Lindsay
Okręg wyborczy Lindsay (ang. Division of Lindsay) – jednomandatowy okręg wyborczy do Izby Reprezentantów Australii, położony na zachodnich krańcach Sydney. Powstał w 1984, jego patronem jest rzeźbiarz i grafik Norman Lindsay. We wszystkich wyborach przeprowadzonych od jego powstania, w okręgu zwyciężała ta partia, która wygrywała wybory również w skali całego kraju. 

## Lista posłów
| okres urzędowania | poseł          | przynależność              |
| ----------------- | -------------- | -------------------------- |
| 1984-1996         | Ross Free      | Australijska Partia Pracy  |
| 1996-2007         | Jackie Kelly   | Liberalna Partia Australii |
| 2007-2013         | David Bradbury | Australijska Partia Pracy  |
| 2013-2016         | Fiona Scott    | Liberalna Partia Australii |
| od 2016           | Emma Husar     | Australijska Partia Pracy  |

źródło: 